# Konvář politik
Konvář politik (Den Politiske Kandestøber) je první divadelní hrou norsko-dánského osvícenského spisovatele Ludviga Holberga z roku 1722.

## Dílo
Holberg napsal celkem 36 komedií, přičemž Konvář politik je jeho prvotinou. Tato komedie pochází z roku 1722, avšak v některých zdrojích je její vznik datován o rok později. Komedie je rozdělena do pěti dějství.
Námětem většiny Holbergových komedií je měšťanská třída, kterou poznal jednak ve svém rodném Bergenu, ale také v Kodani a na svých cestách po Evropě. Konváře politika lze tedy označit za tzv. měšťanskou hru.> Holberg se s oblibou zaměřuje na dobré a špatné stránky měšťanů, komentuje jejich touhu po kariérním růstu, zesměšňuje jejich mnohomluvnost a vychloubačnost. Tyto rysy lze spatřovat i u protagonisty Hermana von Bremen. Jistý satirický podtext této komedie lze vyčíst i z jejího podtitulu „státníkem podle svých představ“.
V průběhu let Holberg hru nepatrně pozměnil, zejména z hlediska časoprostoru. Ve druhém vydání hry (1724) pozměnil ve druhém jednání místo děje: z hospody přesunul dění do Hermanova domu. Své rozhodnutí zdůvodnil tím, že chtěl zachovat jednotu místa a času, přestože tento posun hru nijak zásadně nemění. Pravým důvodem pro změnu byl nejspíš fakt, že v Divadle v Lille Grønnegade, kde se Konvář uváděl, měli pouze 3 prospekty (interiér, ulici a venkovskou scénu), které nenabízely mnoho variant k proměnám scény.

## Recepce
Konvář politik je považován za jednu z Holbergových nejvydařenějších her. O úspěchu prvního uvedení Konváře politika v roce 1722 se Holberg zmiňuje v Dopise jednomu vznešenému pánovi. Počet diváků na premiéře dokonce přesáhl kapacitu sálu. Někteří diváci však měli Holbergovi za zlé, že se zastává městské rady a pomlouvá chudé řemeslníky. V dopise tedy osvětluje i pravý záměr hry. Chtěl poukázat na lidi, kteří často posedávají u piva a řeší věci, kterým nerozumí. Nechtěl zesměšnit Hermanovo sociální postavení, ale pouze jeho diletantskou „konvářskou politiku“. Na konci 18. století se hra těšila oblibě v severní Evropě a byla přeložena do nizozemštiny, francouzštiny, hornoněmčiny i dolnoněmčiny.
K dílu existuje několik literárních předloh, avšak žádná z nich nedosáhla úspěchu Konváře politika. Důvodem životnosti Holbergovy hry je její aktuálnost, která je původní. Holberg se snažil v díle zachytit společenskou situaci, především sledoval, jak se společnost rozděluje na jednotlivé vrstvy.
Konvář politik byl v Čechách poprvé uveden v roce 1913 v režii Jaroslava Kvapila. V hlavní roli se představit herec Florentin Steinsberg.

## Děj
Protagonista hry Herman von Bremen je povoláním konvář, ale svému řemeslu se příliš nevěnuje. Celé dny politizuje a debatuje s „kolegiem“ (skupinou kumpánů) o chybách, kterých se dopouští městská rada. Městská rada se o jeho názorech dozví a pokusí se schůzky „kolegia“ zastavit. Namluví Hermanovi, že pro své velké zásluhy byl jmenován purkmistrem. Herman se svým novým titulem před všemi chvástá, avšak brzy narazí na stinné stránky purkmistrování. Není schopen řešit spory a hádky měšťanů a raději se rozhodne vzít si život. Naštěstí se celá situace vysvětlí a Herman se ze svého jednání poučí.
Ve hře dále vystupuje Hermanova žena Geske, služebník Heinrich, Hermanova dcera Andělka a její nápadník Antonius a představitelé městské rady.
Děj se odehrává v Hamburku v průběhu několika dní. Holberg vybral toto umístění, aby předešel výtkám, že v díle zobrazuje konkrétní lidi z bergenské či kodaňské společnosti. Zároveň je zápletka věrným odrazem situace v Hamburku, kde v době, kdy Holberg město navštívil (1709 a 1716), opakovaně docházelo ke střetům mezi městskou radou a občany.

## České překlady[5][6]
- A.B. Dostal, 1919 (podle textové revise F.L. Liebenberga)

- Karel Schindler, 1934

- Zdeněk Endris, 1947

- Božena Kollnová – Ehrmannová, 1964

## Česká uvedení[7][2][8][6]
- Konvář politik, Divadlo v Kotcích, prem. 10. 12. 1877
- Konvář politik, Národní divadlo v Praze, prem. 27. 8. 1913 (4x repríza, derniéra 22. 11. 1913), režie: Jaroslav Kvapil
- Konvář politik, Národní divadlo moravskoslezské, prem. 12. 10. 1934, režie: Jan Škoda
- Konvář politik, Východočeské divadlo, prem. 5. 2. 1946
- Konvář politik, Beskydské divadlo Nový Jičín, prem. 5. 10. 1947, režie: Jiří Letenský
- Konvář politik, Jihočeské národní divadlo České Budějovice, prem. 1. 2. 1947, režie: František Lamač